# Plumtree (Zimbabwe)
Plumtree – miasto w południowo-zachodnim Zimbabwe, w prowincji Matabeleland Południowy. Według danych na rok 2012 liczyło 11 626 mieszkańców.